# Tang Jing
Tang Jing (chiń. 唐婧; ur. 8 czerwca 1995) – chińska judoczka. Olimpijka z Paryża 2024, gdzie zajęła dziewiąte miejsce w wadze półśredniej.
Uczestniczka mistrzostw świata w 2019, 2022, 2023 i 2024. Startowała w Pucharze Świata w 2019 i 2023. Srebrna medalistka igrzysk azjatyckich w 2022 i brązowa w 2018. Trzecia na mistrzostwach Azji w 2019 i 2022. Wygrała igrzyska wojskowe w 2019 roku.